# Власинешти (Ботошани)
Власинешти (рум. Vlăsineşti) насеље је у Румунији у округу Ботошани у општини Власинешти. Oпштина се налази на надморској висини од 116 m.

## Становништво
Према подацима из 2002. године у насељу је живело 3388 становника, од којих су сви румунске националности.

### Хронологија
| Година       | 1992 | 1993 | 1994 | 1995 | 1996 | 1997 | 1998 | 1999 | 2000 | 2001 | 2002 | 2003 | 2004 | 2005 | 2006 | 2007 | 2008 | 2009 | 2010 | 2011 | 2012 | 2013 | 2014 | 2015 | 2016 | 2017 |
| ------------ | ---- | ---- | ---- | ---- | ---- | ---- | ---- | ---- | ---- | ---- | ---- | ---- | ---- | ---- | ---- | ---- | ---- | ---- | ---- | ---- | ---- | ---- | ---- | ---- | ---- | ---- |
| Становништво | 3506 | 3475 | 3453 | 3441 | 3424 | 3393 | 3397 | 3404 | 3403 | 3403 | 3385 | 3397 | 3374 | 3354 | 3338 | 3330 | 3289 | 3228 | 3187 | 3136 | 3095 | 3059 | 3032 | 2997 | 2970 | 2948 |